# Ken Brown
Kenneth Brown, detto Ken (Forest Gate, 16 febbraio 1934), è un allenatore di calcio ed ex calciatore inglese.

## Palmarès

### Giocatore

#### Competizioni nazionali
- Campionato inglese di seconda divisione: 1

West Ham: 1957-1958
- Coppa d'Inghilterra: 1

West Ham: 1963-1964
- Community Shield: 1

West Ham: 1964

#### Competizioni internazionali
- Coppa delle Coppe: 1

West Ham: 1964-1965

### Allenatore

#### Competizioni nazionali
- Coppa di Lega inglese: 1

Norwich City: 1984-1985
- Campionato inglese di seconda divisione: 1

Norwich City: 1985-1986